# Мартін Зандбергер
Мартін Зандбергер (нім. Martin Sandberger; 17 серпня 1911, Шарлоттенбург, Німецька імперія — 30 березня 2010, Штутгарт, Німеччина) — державний і військовий діяч нацистської Німеччини, штандартенфюрер СС і командир зондеркоманди 1a, в подальшому, після реорганізації — айнзатцкоманди 1a, а також начальник головної служби поліції безпеки (Зіпо) і служби безпеки рейхсфюрера СС (СД) в Естонії, один з головних дійових осіб в знищенні євреїв в Прибалтиці. Координатор естонських загонів «Самооборона» (Omakaitse). Після війни постав перед американським судом. Був визнаний військовим злочинцем і засуджений до смертної кари, пізніше заміненої на довічне ув'язнення.

## Біографія
Мартін Зандбергер народився в районі Берліна Шарлоттенбург в родині директора концерну IG Farben. Виріс в Берліні і Тюбінгені, вивчав право в університетах Мюнхена, Кельна, Фрайбурга і, нарешті, Тюбінгена.
У 20 років вступив в НСДАП і СА. В університеті Тюбінгена націонал-соціалісти мали вплив ще до захоплення влади. У 1932—1933 роках Зандбергер був студентським нацистським активістом і фюрером студентства в Тюбінгені. Закінчив університет в 1933 році з відзнакою.
Як функціонер Німецького націонал-соціалістичного студентського союзу він зробив швидку кар'єру і став інспектором вищих шкіл від союзу. У 1936 році вступив в СС і рекомендований Густавом Адольфом Шеєле на роботу в СД у Вюртемберзі. У СД також зробив швидку кар'єру і вже в 1938 році став штурмбаннфюрером СС.
13 жовтня 1939 року Генріх Гіммлер призначив Зандбергера шефом північно-східного імміграційного центру, завданням якого серед іншого була «расова оцінка» німецьких репатріантів.
Після початку війни з Радянським Союзом Зандбергер, як начальник зондеркоманди 1a, став (поряд з іншим Тюбінгенським юристом, доктором Вальтером Шталекером) одним з головним організаторів масових вбивств в Прибалтиці. Проявив особливу старанність; в річному звіті від 1 липня 1942 він повідомив в Берлін про 941 вбитого єврея.
Його старанність оцінили й 3 грудня 1941 року призначили командиром поліції безпеки і СД в Естонії. Зандбергер значиться в реєстрі посадових осіб РСХА з березня 1941 року як керівник реферату I B 3 (складання шкільних навчальних програм), з січня 1944 року — на посаді керівника підрозділу VI A (організація інформаційних служб за кордоном) в відомстві VI РСХА.
На Нюрнберзькому процесі у справі айнзатцгруп в 1948 році був засуджений до смерті, але потім помилуваний: вирок замінено на довічне ув'язнення.
Батько Зандбергера, колишній директор одного із заводів концерну I.G. Farben, використовував свої відносини з Теодором Гойсом, і той звернувся до посла США Джеймса Б. Конанта з проханням про помилування.
Численні шановні громадяни Вюртемберга, такі як міністр юстиції Вольфганг Гаусман, земельний єпископ Мартін Хауг і навіть авторитетний юрист і віце-президент бундестагу Карл Шмід, клопотали за Зандбергера, що відбував ув'язнення в Ландсбергській в'язниці.
В результаті такого заступництва 9 травня 1958 року Мартін Зандбергер був випущений на свободу.
З серпня 2008 року до своєї смерті був найстаршим за званням офіцером СС з живучих.
Помер Зандбергер 30 березня 2010 року в будинку для літніх людей Штутгарта своєю смертю.

## Нагороди[7]
- Залізний хрест 2-го класу
- Цивільний знак СС
- Кільце «Мертва голова»
- Почесна шпага рейхсфюрера СС